# Howard Hawks
Howard Winchester Hawks (30. května 1896 Goshen – 26. prosince 1977 Palm Springs) byl americký filmový režisér, scenárista, producent a spisovatel. Natočil řadu populárních, zejména žánrových hollywoodských filmů: gangsterku Zjizvená tvář (1932), bláznivou komedii Leopardí žena (1938) s Katharine Hepburnovou a Cary Grantem v hlavních rolích, dobrodružný snímek Jen andělé mají křídla (1939), jenž vznikl adapatací jeho vlastní knihy, romantické komedie Jeho dívka Pátek (1940) a Gangsterská nevěsta (1941) s Gary Cooperem, válečné drama podle Hemingwayovy knihy Mít a nemít (1944) a marlowovský noir Hluboký spánek (1946) (oba snímky s Humphrey Bogartem), muzikál Zrodila se píseň (1948), hudební komedii Páni mají radši blondýnky (1953) s Marilyn Monroeovou či westerny s Johnem Waynem Červená řeka (1948), Rio Bravo (1959) a El Dorado (1966). Napsal též scénář ke slavné kriminálce Francouzská spojka (1971). Akademie filmového umění a věd ho jednou nominovala na cenu Oscar, a to za režii snímku Četař York (1942). Roku 1974 mu byl udělen čestný Oscar (Academy Honorary Award). Jeho western El Dorado dostal hlavní cenu, Zlatou mušli, na festivalu v San Sebastiánu. Publicisté si povšimli opakujícího se ženského typu v jeho snímcích, který nazvali "Hawksovské děvče", jde o typ silné dynamické ženy, často dosti upovídané (mladá Katherine Hepburnová v Leopardí ženě takové děvče zosobnila asi nejvíce charakteristickým způsobem). Za první světové války sloužil u letectva, což ho inspirovalo k některým jeho pozdějším válečným snímkům. Vystudoval inženýrství na Cornellově univerzitě, byť titul získal in absentia, právě kvůli službě v armádě během světové války.